# 손파
손파(孫波) 또는 소비(蘇毗)는 고대에 티베트 북동부에 존재했던 부족국가다. 중국 쪽 사료에서는 이들을 강족이라고 했는데, 이때 강족이란 한족보다 서쪽에 사는 이민족을 통칭하는 말이기 때문에 손파의 정확한 인종이나 문화가 어떠한 것인지는 알 수 없다. 7세기 말에 토번에게 흡수되었고, 점차적으로 독립적 정체성을 상실하고 티베트인에 흡수되었다.